# Max Reinhard Jaehn
Max Reinhard Jaehn, auch Reinhard Jaehn (* 12. August 1948 in Schwerin) ist ein deutscher Mediziner, Organist und Orgelforscher.

## Leben
Max Reinhard Jaehn studierte Medizin, wurde Arzt, 1974 von der Universität Kiel zum Dr. med. promoviert und war lange als Oberarzt in Eutin tätig.
Seit frühester Jugend interessierte er sich für Orgeln und hatte Kontakt zur Ladegast-Orgel in Schwerin.
Seit 1981 publizierte er über 100 Artikel zu Orgeln und Orgelbauern in Mecklenburg, Schleswig-Holstein und Hamburg. Max Reinhard Jaehn war langjähriger Mitarbeiter von musik- und orgelwissenschaftlichen Zeitschriften und Vizepräsident der Gesellschaft der Orgelfreunde von 1983 bis 1988.
Er ist auch als ehrenamtlicher Organist tätig.

## Publikationen (Auswahl)
- Reinhard Jaehn (Hrsg.): Orgel-Dispositionen aus Schleswig-Holstein. 194 Dispositionen und Beschreibungen, 1868–1895 (= Documenta Organologica). Merseburger, Berlin 1986, ISBN 978-3-87537-217-5
- mit Martin Schulze: 600 Jahre Orgelklang: Die Orgeln in St. Marien zu Friedland (Mecklenburg).  Berlin 2004, ISBN 978-3-8442-8495-9
- mit Karl und Wolfhard Eschenburg: Orgeln in Mecklenburg. Hinstorff Verlag, Rostock 2008, ISBN 978-3-356-01267-5.

- Friese. Norddeutsche Orgeln in fünf Generationen. Band 1: Friedrich [III] Friese (1827–1896). Textband mit Werkkatalog auf DVD. Thomas Helms Verlag, Schwerin 2014, ISBN 978-3-940207-95-1.